# محمد الستري
محمد حسن الشيخ منصور الستري تربوي وصحفي وسياسي بحريني.

## السيرة
ولد الستري في قرية النويدرات. حصل على دبلوم المعهد العالي للمعلمين عام 1972 وبكالوريوس الاقتصاد من جامعة بيروت العربية عام 1979 وماجستير الاقتصاد من جامعة بونا بالهند عام 1982 وشهادة الإدارة التنفيذية من جامعة فرجينيا بالولايات المتحدة عام 1999.
عمل مدرس بوزارة التربية والتعليم من 1972 إلى 1979. ثم عمل محلل اقتصادي أول بوزارة المالية من 1983 إلى 1985. ثم عمل نائب رئيس المؤسسة العربية المصرفية من 1985 إلى 2001. ثم اتجه إلى القطاع الخاص حيث فتح مكتب استشاري من 2001 إلى 2003. ثم تولى رئاسة تحرير صحيفة الميثاق اليومية من 2003 إلى 2010. تم تعيينه عضوا في مجلس الشورى من 2010 إلى 2014.